# Real Zaragoza 1996-1997
Questa voce raccoglie le informazioni riguardanti il Real Zaragoza nelle competizioni ufficiali della stagione 1996-1997

## Rosa
| N. |                    | Ruolo | Calciatore           |
| -- | ------------------ | ----- | -------------------- |
| 1  | Spagna (bandiera)  | P     | Juanmi García        |
| 2  | Spagna (bandiera)  | D     | Alberto Belsué       |
| 3  | Spagna (bandiera)  | D     | Jesús Ángel Solana   |
| 4  | Spagna (bandiera)  | D     | Luis Carlos Cuartero |
| 5  | Spagna (bandiera)  | C     | Jesús García Sanjuán |
| 6  | Spagna (bandiera)  | D     | Xavier Aguado        |
| 7  | Spagna (bandiera)  | A     | Miguel Pardeza       |
| 8  | Spagna (bandiera)  | C     | Santiago Aragón      |
| 9  | Spagna (bandiera)  | A     | Fernando Morientes   |
| 10 | Spagna (bandiera)  | A     | Francisco Higuera    |
| 11 | Uruguay (bandiera) | C     | Gustavo Poyet        |
| 12 | Brasile (bandiera) | D     | Gilmar               |
| 13 | Spagna (bandiera)  | P     | José Belman          |

| N. |                      | Ruolo | Calciatore               |
| -- | -------------------- | ----- | ------------------------ |
| 14 | Spagna (bandiera)    | C     | Nayim                    |
| 15 | Spagna (bandiera)    | C     | Óscar Luis Celada        |
| 16 | Spagna (bandiera)    | D     | Miquel Soler             |
| 17 | Russia (bandiera)    | C     | Vladislav Radimov        |
| 18 | Argentina (bandiera) | C     | Kily González            |
| 19 | Argentina (bandiera) | C     | Gustavo López            |
| 20 | Spagna (bandiera)    | A     | Daniel García Lara       |
| 21 | Argentina (bandiera) | C     | Ander Garitano           |
| 22 | Spagna (bandiera)    | D     | Quique Sánchez Flores    |
| 23 | Spagna (bandiera)    | C     | Iñigo Rodríguez Martínez |
| 25 | Austria (bandiera)   | P     | Otto Konrad              |
| 26 | Spagna (bandiera)    | A     | Jesús Seba               |